# Prosymna ambigua
Prosymna ambigua — вид змій родини Prosymnidae. Мешкає в Центральній Африці.

## Підвиди
Виділяють два підвиди:
- Prosymna ambigua ambigua (Bocage, 1873);
- Prosymna ambigua bocagii Boulenger, 1897.

## Поширення і екологія
Prosymna ambigua мешкають в Камеруні, Центральноафриканській Республіці, Республіці Конго, Демократичній Республіці Конго, Південному Судані, Уганді, Руанді, Бурунді, Кенії, Танзанії, Замбії і Анголі. Вони живуть у вологих тропічних лісах і лісосаванах. Ведуть нічний, риючий, прихований спосіб життя. Відкладають яйця. В кладці від 3 до 6 яєць.